# لوک گریمز
لوک تیموتی گرایمز (انگلیسی: Luke Grimes؛ زادهٔ ۲۱ ژانویهٔ ۱۹۸۴) یک هنرپیشه اهل ایالات متحده آمریکا است.

## زندگی و مسیر شغلی

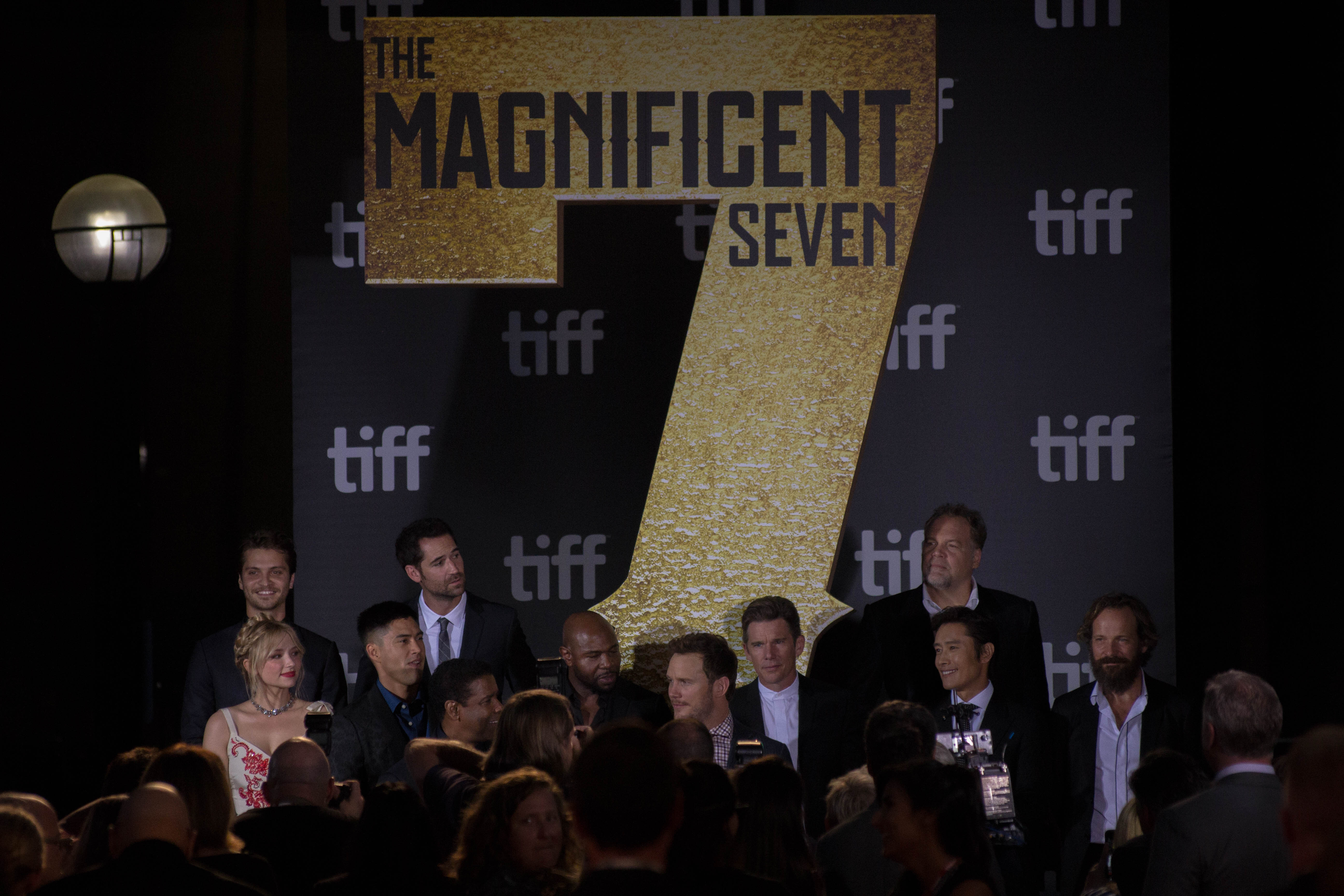
گرایمز در کنار دیگر بازیگران هفت دلاور

گرایمز در دیتون، اوهایو متولد شد. او کوچک‌ترین فرزند انجی (بارکر) و کشیش رندی گرایمز است و سه خواهر و برادر دیگر دارد. لوک در سال ۲۰۰۲ از دبیرستان دیتون کریستین فارغ‌التحصیل شد. سپس به نیویورک سیتی رفت تا در آکادمی آمریکایی هنرهای درام در رشته بازیگری تحصیل کند.
گرایمز در مارس ۲۰۰۹ فیلم‌های همه پسرها مندی لین را دوست دارند، عقاب جنگ، آرکانزاس و ترور یک رئیس دبیرستان حضور پیدا کرد. به علاوه در درام شبکه ای بی سی به نام برادرها و خواهرها درنقش راین لفرتی، پسر نامشروع ویلیام واکر، بازی کرد.
در سال ۲۰۱۰ با هیلی بنت و مری استینبورگن در فیلم «کشور قانون شکن» ظاهر شد. در سال ۲۰۱۲ در ربوده شده ۲ نقش دوست پسر دختر نیسان را بازی کرد.
بعلاوه در فصل ششم خون حقیقی، در شش قسمت نقش جیمز را بازی کرد.
گرایمز در سال ۲۰۱۴ نقش مارک لی را در فیلم تک تیرانداز آمریکایی را داشت. در سال ۲۰۱۵ نیز در فیلم پنجاه طیف گری، در نقش برادر کریستین گری، الیوت، ظاهر شد.
گرایمز در فیلم ملک طلق با بازی در نقش تاد بلکین در مقابل جولین مور، استیو کرل، الن پیج و مایکل شنون قرار گرفت. کارگردان این فیلم پیتر سالت است که براساس یک داستان واقعی می‌باشد. او هم چنین در فیلم هفت دلاور بازی کرده‌است.
او همچنین در فیلم های راه کریسمس و درون خاکستر بازی کرده‌است.